# 魯德尼亞-波夫昌西卡
51°8′31″N 28°37′11″E / 51.14194°N 28.61972°E
魯德尼亞-波夫昌西卡（烏克蘭語：Рудня-Повчанська），是烏克蘭北部的村莊，隸屬日托米爾州的科羅斯滕區。該村始建於1855年，面積0.34平方公里，海拔高度152米，2001年人口199，人口密度每平方公里585.29人。